# Yuan Baojing
Yuan Baojing (chinois simplifié : 袁宝璟 ; chinois traditionnel : 袁寶璟 ; pinyin : Yuán Bǎojǐng ; 16 février 1966 – 17 mars 2006) était un milliardaire de Liaoyang, province de Liaoning, République populaire de Chine. Il était le président du groupe Jianhao basé à Pékin (Beijing). Reconnu coupable de meurtre, il a été exécuté en mars 2006.
Yuan a perdu près de 100 milliards de yuans dans les transactions de contrat à terme, et a estimé qu'il a été causé par la manipulation d'un courtier par l'homme d'affaires du Sichuan Liu Han . Il a offert à un ancien policier, Wang Xing, 160 000 yuans pour tuer Liu. Wang a engagé l'assassin Li Haiyang. En février 1997, Li a tiré sur Liu deux fois dans un hôtel de Sichuan, mais l'a manqué. Li a été capturé et plus tard condamné à la prison à vie. Puis Wang Xing a fait chanter Yuan qui, avec son frère Yuan Baoqi, ont engagé leurs cousins pour assassiner Wang en 2003.
Yuan a été reconnu coupable de l'assassinat en janvier 2005 et devait être exécuté par arme à feu le 14 octobre 2005. Le jour avant la date d'exécution, sa femme, Zhuoma, une danseuse tibétaine, a transféré la propriété d'actions de la compagnie d'une valeur de 49,5 milliards de yuans au gouvernement, y-compris les actions d'un champ pétrolifère indonésien. Yuan a gagné un sursis à son exécution jusqu'à mars 2006,.
Yuan, son frère Yuan Baoqi et leur cousin Yuan Baosen, ont été exécutés par injection létale en mars 2006. Un autre cousin, Yuan Baofu, a été condamné à la peine de mort avec sursis.
La bourse d'études Jianhao est considérée par beaucoup de gens comme la bourse supérieure en Chine. Depuis 1996, plus de 900 étudiants de tout le pays ont reçu cette bourse. Yuan Baojing a établi au moins deux écoles primaires au Tibet[citation nécessaire].